# 李匡文
李匡文（?—?），又作李匡乂、李正文，字濟翁。李夷簡子。
唐昭宗時任宗正少卿。著有《資暇集》三卷、《兩漢至唐年紀》一卷。